# San Martín del Camino
San Martín del Camino est une des cinq localités du municipio (municipalité ou canton), de Santa Marina del Rey dans la comarque de Ribera de Órbigo, province de León, communauté autonome de Castille-et-León, dans le Nord de l'Espagne.
C'est une halte sur le Camino francés du Pèlerinage de Saint-Jacques-de-Compostelle, sur une variante nord appelée Camino Real.

## Culture et patrimoine

### Pèlerinage de Compostelle
Sur le Camino francés du Pèlerinage de Saint-Jacques-de-Compostelle, on vient de Villadangos del Páramo dans le municipio du même nom, sur le Camino Real qui longe la route N-120 (es).
La prochaine halte est Puente de Órbigo vers le sud-ouest, dans le municipio de Hospital de Órbigo, à la jonction entre le Camino Real et la Calzada de los Peregrinos. On peut aussi rejoindre plus tôt cette Calzada en obliquant à gauche (au sud) vers Villavante par la route CV-194-1.

## Sources et références
- (es) Cet article est partiellement ou en totalité issu de l’article de Wikipédia en espagnol intitulé « San Martín del Camino » (voir la liste des auteurs).
- Grégoire, J.-Y. & Laborde-Balen, L. , « Le Chemin de Saint-Jacques en Espagne - De Saint-Jean-Pied-de-Port à Compostelle - Guide pratique du pèlerin », Rando Éditions, mars 2006,  (ISBN 2-84182-224-9)
- « Camino de Santiago St-Jean-Pied-de-Port - Santiago de Compostela », Michelin et Cie, Manufacture Française des Pneumatiques Michelin, Paris, 2009,  (ISBN 978-2-06-714805-5)
- « Le Chemin de Saint-Jacques Carte Routière », Junta de Castilla y León, Editorial